# Dead Letters
Dead Letters är det femte studioalbumet av den finländska rockgruppen The Rasmus, utgivet den 21 mars 2003 på Playground Music. Med uppbackning av skivans ledande singel "In the Shadows", har Dead Letters sålts i över 1,5 miljoner exemplar världen runt och betraktas numera som en milstolpe inom finländsk rock. Trots att föregångaren Into hade givit gruppen en viss popularitet inom Europa, anses Dead Letters vara deras egentliga genombrott.
Albumet var The Rasmus andra samarbete med de svenska producenterna Mikael Nord Andersson och Martin Hansen, också den här gången inspelat vid Nord Studios i Stockholm. Låtarnas texter är huvudsakligen skrivna av sångaren Lauri Ylönen med det genomgående temat att varje låt kan ses som ett icke levererbart brev från honom till någon nära person, innehållande rop efter hjälp, bekännelser eller förlåtelser. Albumets melankoliska framtoning med inslag av gothic rock, poprock, traditionell hårdrock och alternativ metal har gjort det något svårkategoriserat.
Hiten "In the Shadows" uppföljdes av ytterligare fyra singlar som bidrog till att bygga upp bandets popularitet i Europa under 2003 och inpå 2004; "In My Life", "First Day of My Life", "Funeral Song (The Resurrection)" och "Guilty". Dead Letters har toppat albumlistorna i Finland, Schweiz och Österrike, och under 2004 fick det även mindre framgångar i Storbritannien och USA när en nyutgåva lanserades av Universal Music.
I samband med skivutsläppet påbörjades extensivt turnerande då bandet för första gången kunde ge sig ut på världsturné. Turnén, kallad Dead Letters Tour, varade i drygt 1,5 år med uppehåll innan utgivningen av det nästkommande albumet, Hide from the Sun, i september 2005. Från turnén spelade man även in dvd-filmen Live Letters.

## Bakgrund och inspelning
Redan ett år efter utgivningen av Into (2001) började The Rasmus skriva ihop material till en uppföljare. De hade fått mycket inspiration från deras turnéer utomlands och med Into, som bandet för första gången hade fångat uppmärksamhet med utanför Finlands gränser, bakom sig kände de att de kunde satsa på ett ännu större genombrott. Fram åt slutet av 2002 begav sig gruppen tillbaka in i Nord Studios i Stockholmsförorten Bromma med producent-duon Mikael Nord Andersson och Martin Hansen för att påbörja inspelningen av albumet.
En del av låtarna lät producenterna spela in direkt efter att Ylönen hade rökt en cigarett i hopp om att få rösten att låta aningen hesare och skrovligare. I en intervju med Svenska Dagbladet vid skivsläppet sa Ylönen att det låter rock'n'roll att röka men också att han själv älskade det.

## Musik och texter
Dead Letters är ljudvist ganska likt förra albumet Into, vars utmärkande drag är energifyllda refränger upplyfta av elgitarr med progressiva influenser men som ändå inte blir särskilt avancerad, utan snarare lättlyssnad. Flera av låtarna bygger vidare på användandet av melodiska keyboardtoner, vilket gruppen och producenterna började experimentera med i den sista inspelade låten till Into, "Last Waltz". Som tidigare återfinns även inslag av stråkarrangemang i en del låtar, främst i den tragiska kärleksballaden "Funeral Song". I samband med albumet kom ett mörkare och mer melankoliskt tema, något som dock framgick mer visuellt än i musiken; medlemmarna började klä sig i svart och svarta kråkor och fjädrar blev en ny image, bland annat i musikvideorna. En del kritiker började därför sortera in gruppen i gothic rock-genren och The Rasmus kunde ibland framstå som en jämförelse till bandet HIM. Kritiker har beskrivit Dead Letters som gothic rock, poprock och alternativ metal. Det finns även tydliga influenser av 80-talshårdrock i flera av låtarna.
Texterna till låtarna skrevs huvudsakligen av sångaren Lauri Ylönen och skildrar den här gången mycket privata områden och albumet är troligtvis det mest personliga för honom. Ylönen har förklarat albumets titel på bandets hemsida: "Varje låt är ett brev till någon. Det kan vara en förlåtelse, en bekännelse eller att ropa på hjälp"
Viktiga influenser under skivinspelningen var bland andra Muse, Björk, Radiohead och kanske främst Metallica, vars gitarrsolon Pauli Rantasalmi försökt återge i balladen "Not Like the Other Girls". Metallicas sångare James Hetfield har även hyllat albumet och sagt att "The Rasmus är en intressant grupp och det finns bra låtar på Dead Letters. De påminner mig om 1980-talet, såsom Def Leppard".

## Låtar
Inledningsspåret, "First Day of My Life", handlar om The Rasmus turnéliv där de drömmer sig bort. Det andra spåret, "In the Shadows", var gruppens genombrottslåt och albumets ledande singel, utmärkande för sitt mer radiovänliga drag. Den följs av "Still Standing", som beskriver en gammal vän till Ylönen som han känner finns med var han än går. Den fjärde låten, "In My Life", är skriven ur Ylönens synvinkel om valen man gör i livet. "Time to Burn" är i kontrast med flera av singlarna en tyngre och djupare låt, beskriven av Ylönen som fördomsfull och ensidig och handlar om rädslan att förlora det som är privat för en.
På det sjätte spåret, "Guilty", uttrycker Ylönen sin skuldkänsla till nära personer som han inte längre kunnat vara tillsammans med på grund av bandet. Den vemodiga rockballaden "Not Like the Other Girls" är, med dess dryga sex minuter, den längsta låten på albumet och utgörs till stor del av Pauli Rantasalmis Metallica-inspirerade solo. På senare tid har det även diskuterats huruvida riffet i Tokio Hotels "Spring Night" är hämtat härifrån; Ylönen har i en intervju själv sagt "It's exactly like the riff in our song Not Like the Other Girls". Det åttonde spåret, "The One I Love", domineras till stor del av melodisk keyboard och beskrivs av Ylönen som en vanlig situation mellan två människor; när man får något man vill ha, så vill man ha något annat istället. "Back in the Picture" har musikaliskt sett en enklare låtstruktur och handlar om att ha gjort misstag som numera är glömda. Albumet avslutas med den tragiska kärleksballaden "Funeral Song", där gitarrerna är helt uteslutna och istället domineras av stråkarrangemang.

## Mottagande
Presskritiken för Dead Letters var vid utgivningen blandad men överlag mest positiv; den fick aldrig högst betyg men heller aldrig lägst. Jason MacNeil på Allmusic gav albumet betyget tre av fem och inledde sin recension med att skriva: "Having achieved a loyal and growing following in Finland and throughout Europe, this Finnish group is more than capable of presenting dark and moody yet very finely tuned rock songs". Skribenten gick sedan igenom varje låt för sig och menade att det fanns kopplingar till både Nine Inch Nails, The Gathering och Def Leppard. Dock såg han det som ett problem att låtarna håller i sig för länge med refrängerna utsträckandes för långt.
Mest blandad var kritiken troligtvis inom de nordiska länderna; norska webbplatsen Panorama gav betyget fem av sex och menade att det var ett ganska bra album med få nedgångar, medan Karoline Eriksson på Svenska Dagbladet skrev "Finländska The Rasmus gör lighthårdrock som jag i min enfald trodde dog ut någon gång på 80-talet" och betygsatte det två av fem. I Storbritannien fick albumet i juni 2004 en kort recension i den brittiska tidskriften Kerrang! med betyget fyra av fem och en rubrik som löd: "Classy fifth album for Finnish rockers".
Dead Letters har legat etta på albumlistorna i Finland, Schweiz och Österrike, och under 2004 hamnade det även på plats 10 på den brittiska albumlistan samt 18 i USA på Billboard Heatseekers Albums.

## Turné

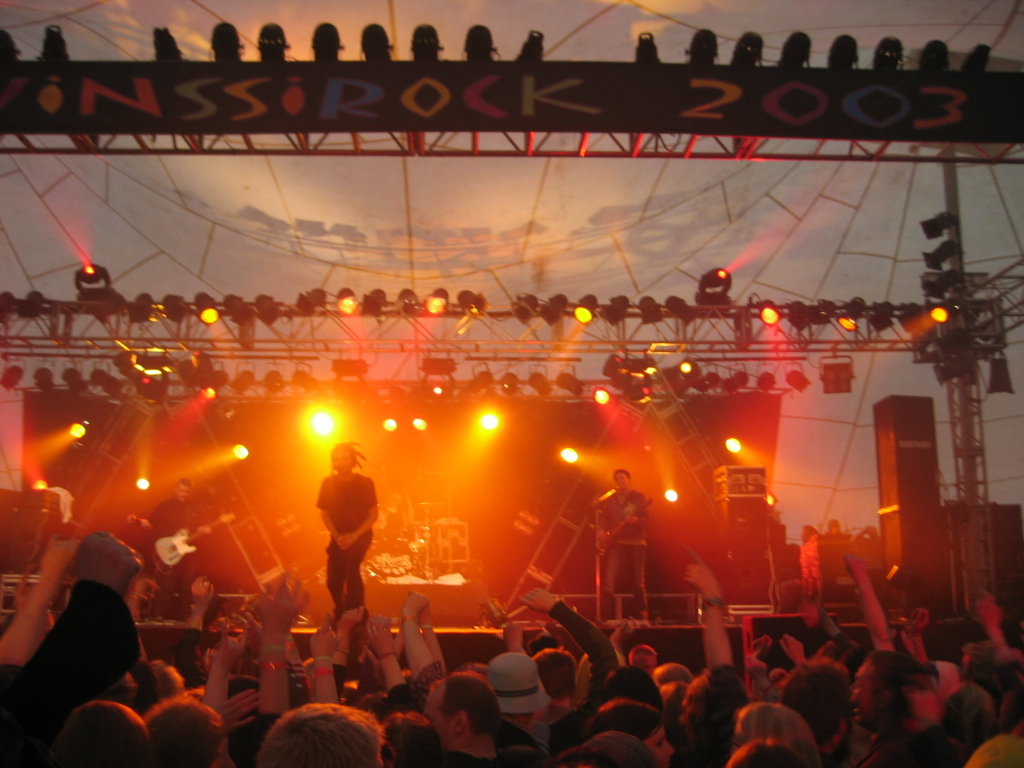
The Rasmus uppträder på Provinssirock-festivalen i Finland 2003.

I samband med albumet begav sig The Rasmus ut på deras första världsturné, kallad Dead Letters Tour. Turnén inleddes den 9 april 2003 på Klubben i Stockholm (lite mer än en månad efter utgivningen av albumet) och fortsatte med jämna uppehåll ända till sommaren 2005. Turnén innefattade 29 olika länder, 107 olika städer och sammanlagt 296 konserter. En uppmärksammad incident inträffade under turnén när bandet skulle spela på  Reading i England 2004. Vittnen vid festivalen rapporterade att tomflaskor och lera i stora mängder kastades upp på scenen och The Rasmus tvingades kliva av efter bara en låt.
Under 2004 gav man ut dvd:n Live Letters, innehållande 11 låtar från en spelning på Gampel Open Air i Schweiz den 21 augusti 2004. Dead Letters Tour var dock inte deras första turné; de har spelat på hundratals shower i deras hemland Finland under 1990-talet och även med albumet Into gjorde man en skandinavisk turné.

## Låtlista
Alla låtar är skrivna och komponerade av Lauri Ylönen, Eero Heinonen, Pauli Rantasalmi, Aki Hakala. 
| Nr           | Titel                    | Längd |
| ------------ | ------------------------ | ----- |
| 1.           | First Day of My Life     | 3:44  |
| 2.           | In the Shadows           | 4:06  |
| 3.           | Still Standing           | 3:32  |
| 4.           | In My Life               | 4:02  |
| 5.           | Time to Burn             | 4:32  |
| 6.           | Guilty                   | 3:46  |
| 7.           | Not Like the Other Girls | 5:44  |
| 8.           | The One I Love           | 3:14  |
| 9.           | Back in the Picture      | 3:42  |
| 10.          | Funeral Song             | 3:21  |
| Total längd: | Total längd:             | 39:48 |

| 11. | F-F-F-Falling (U.S. Mix; ursprungligen från Into) | 3:52 |
| 12. | If You Ever                                       | 3:48 |
| 13. | What Ever                                         | 3:11 |

### Outtakes
| Titel                    | Längd | B-sida på                                       | Alternativ release                           |
| ------------------------ | ----- | ----------------------------------------------- | -------------------------------------------- |
| "Everything You Say"     | 2:45  | "Funeral Song (The Resurrection)" – Maxi        | Dead Letters – Finlands specialutgåva (2003) |
| "Since You've Been Gone" | 3:05  | "First Day of My Life" – Storbritanniens utgåva | –                                            |

## Listplaceringar
| Listor (2003–2004)               | Högsta placering |
| -------------------------------- | ---------------- |
| Australienska albumlistan        | 49               |
| Belgiska albumlistan (Flandern)  | 25               |
| Belgiska albumlistan (Vallonien) | 20               |
| Danska albumlistan               | 32               |
| Finländska albumlistan           | 1                |
| Franska albumlistan              | 3                |
| Nederländska albumlistan         | 29               |
| Nyzeeländska albumlistan         | 16               |
| Schweiziska albumlistan          | 1                |
| Svenska albumlistan              | 17               |
| Österrikiska albumlistan         | 1                |
| Listor (2004)                    | Högsta placering |
| Brittiska albumlistan            | 10               |
| Billboard Heatseekers Albums     | 18               |

## Medverkande
The Rasmus
- Lauri Ylönen – sång
- Eero Heinonen – bas
- Pauli Rantasalmi – gitarr
- Aki Hakala – trummor

Produktion
- Mikael Nord Andersson & Martin Hansen – produktion, inspelning, programmering, keyboards, tilladga ljud (Nord Studios)
- Martin Hansen & Leif Allansson – mixning
- Claes Persson – mastering (CRP Recordings)
- Ylva Nilsson, Håkan Westlund, Anna Wallgren – cello
- Rutger Gunnarson – strängarrangemang
- Jörgen Ingeström – tillagd keyboard
- Lars Tengroth – A&R
- Henrik Walse – layout
- Henrik Walse & Lars Tengroth – fotografier (skivans albumfolder)
- Seppo Vesterinen – manager